# Thekla (épouse de Michel II l'Amorien)
Thekla (morte vers 823) était une impératrice byzantine et la première femme de Michel II.

## Famille
Selon Théophane le Confesseur, Thekla était la fille d'un stratège du thème Anatoliques, où Michel servait. Son père était un proche du général et futur rebelle Bardanès Tourkos. Michel, tout comme Léon l'arménien et Thomas le Slave, étaient proches de Bardanes, bien que, durant sa révolte à l'été 803, Michel et Léon l'aient abandonné.
Thekla et Michel n'ont qu'un seul fils connu, l'Empereur Théophile (813 – 20 janvier 842). L'existence d'une fille appelée Héléna est possible, mais il existe des contradictions entre les différentes sources. Héléna est connue comme la femme de Théophobos, un patricien exécuté en 842 pour avoir conspiré en vue d'emparer du trône. Georges Le Moine et Théophane indiquent qu'il épousa la sœur de l'Impératrice Théodora. Génésios indique, lui, que Théophobos se marie avec la sœur de l'empereur Théophile. Le fait qu'Hélèna soit la sœur ou la belle-sœur de Théophile n'est pas clarifié précisément.

## Impératrice
En 820, Léon V accuse son ancien compagnon d'armes Michel d'avoir conspiré contre lui. Michel est emprisonné, mais ses co-conspirateurs organisent l'assassinat de Léon à la basilique Sainte-Sophie à l'époque de Noël 820. Léon V entre dans la basilique sans arme et ne peut donc se défendre. Michel lui succède comme Empereur et Thekla devient la nouvelle Impératrice.
Son règne en tant qu'Augusta fut bref et anodin. Elle meurt vers 823. Michel épouse ensuite Euphrosyne, une fille de Constantin VI.